# Stachys hyssopifolia
Stachys hyssopifolia är en kransblommig växtart som beskrevs av André Michaux. Stachys hyssopifolia ingår i släktet syskor, och familjen kransblommiga växter. Inga underarter finns listade i Catalogue of Life.